# Christian Forcellini
Christian Forcellini (Città di San Marino, 10 novembre 1969) è un dirigente sportivo, ex tennista ed ex velocista sammarinese.

## Biografia
Ha partecipato, rappresentando San Marino, alle Olimpiadi di Barcellona 1992 nel doppio maschile, in coppia con Gabriel Francini, subendo l'eliminazione al primo turno. Ha disputato inoltre sette incontri di Coppa Davis, dove vanta uno score di 2 vittorie e 5 sconfitte.
Nell'atletica leggera ha gareggiato ai Campionati mondiali, campionati europei e ai Giochi dei piccoli stati d'Europa, vincendo una medaglia di bronzo nella staffetta 4×100 metri nell'edizione disputata in Liechtenstein nel 1999.
Attualmente è presidente della Federazione Sammarinese Tennis, Vice Presidente del Comitato Olimpico Nazionale Sammarinese e direttore degli Internazionali di Tennis di San Marino " San Marino Open", torneo del circuito ATP challenger Tour.
Discreto giocatore di golf, dove vanta un best handicap di 1,8, è stato anche campione sammarinese..
Forcellini è stato capo missione della delegazione sammarinese per i Giochi di Londra 2012  e di Parigi 2024.